# Đường Vũ Triết
Đường Vũ Triết (tiếng Trung: 唐禹哲; bính âm: Táng Yǔzhé, sinh ngày 2 tháng 9 năm 1984) là một nam diễn viên, người dẫn chương trình và ca sĩ người Đài Loan.

## Danh sách phim

### Phim truyền hình
| Năm  | Tựa đề                                        | Vai           |
| ---- | --------------------------------------------- | ------------- |
| 2004 | đánh trái bóng nhỏ đứa trẻ                    | Ah Cỏ         |
| 2004 | Nhiệm vụ phòng cháy                           |               |
| 2005 | Hạng A                                        |               |
| 2006 | Tủ lạnh Xingfu                                |               |
| 2006 | Cô gái trẻ tuyệt vời                          | Chùm Suy Miền |
| 2007 | Nhiệt tình hình Zhong mùa hè                  |               |
| 2007 | Gia đình cuối cùng                            | Xia Yu        |
| 2007 | Hôn 2 trò đùa                                 |               |
| 2008 | Lăn qua! Cơm chiên trứng                      | Lạnh          |
| 2009 | Yêu điên cuồng                                |               |
| 2009 | Tôi sử dụng âm nhạc để nói rằng tôi yêu bạn   |               |
| 2011 | Nữ hoàng thờ cúng                             |               |
| 2011 | Hạnh phúc bồ công anh                         |               |
| 2013 | đẹp nếm thử của nhớ bạn Đọc                   |               |
| 2014 | Nhà khiêu vũ tình yêu dành cho nữ 30          | Ai Đạo Trung  |
| 2015 | Có lẽ nào đây là tình yêu                     | Kỷ Gia Wei    |
| 2015 | Vẫn còn thời gian để yêu em một lần nữa       | Roy           |
| 2015 | Phải lòng thiên thần đen                      |               |
| 2016 | Một cuộc phiêu lưu tìm kiếm tình yêu          |               |
| 2017 | Thời niên thiếu của chúng ta                  | Trắng thuyền  |
| 2018 | Tuổi trẻ chỉ còn một mảnh                     |               |
| 2019 | Shanyue không biết điều gì trong trái tim tôi | Bồn Chủ An    |
| 2020 | Tuổi trẻ của tôi không sợ                     | Cao Ngày Lớn  |